# Marton Róbert
Marton Róbert (Szeghalom, 1977. szeptember 23. –) magyar színművész.

## Életpályája
1977-ben született Szeghalmon. Okányban nőtt fel, majd külkereskedelmi ügyintézőnek tanult. 2000-ben végzett a békéscsabai Fiatal Színházművészetért Alapítvány színiiskolájában. 2000-2001 között a békéscsabai Jókai Színház, 2001-2003 között a Szegedi Nemzeti Színház, 2003-2013 között a Nemzeti Színház tagja volt.
Színházak, ahol jelenleg játszik: Karinthy Színház, Átrium, Nézőművészeti Kft., B32, Bartók Kamaraszínház, Pinceszínház (Budapest).
A Nézőművészeti Kft. részére több színpadi zenét szerzett, melyeknek dalszövegeit is ő jegyzi.
Felesége Parti Nóra színésznő. Két gyermekük van.

## Fontosabb színházi szerepei
- Thornton Wilder: A MI KIS VÁROUNK (Simon Stimson) - 2017/2018
- John Harold Kander - David Thompson - Norman L. Martin - Fred Ebb - Joe Masteroff: NERCBANDA (I. Fiatalember, Freddy, Callahan, Charlie, Eladó, Unokaöcs) - 2016/2017
- Aszlányi Károly: PÉTER, AVAGY SZÉLHÁMOS KERESTETIK (Viktor, Péter inasa) - 2016/2017
- Alfonso Paso: HAZUDJ INKÁBB, KEDVESEM! (Carlos) - 2016/2017
- Murray Schisgal: MÁSODIK NEKIFUTÁS (Gary Duncan, Dawn barátja) - 2015/2016
- Dunai Ferenc: A NADRÁG (Koltai, SZB. titkár) - 2015/2016
- Kacsóh Pongrác - Bakonyi Károly - Heltai Jenő: JÁNOS VITÉZ (Bagó) - 2015/2016
- Molnár Ferenc: OLYMPIA (Kovács, huszárkapitány) - 2014/2015
- Fényes Szabolcs - Nóti Károly: NYITOTT ABLAK (Őrmester) - 2014/2015
- Molière: A KÉPZELT BETEG (Polichinelle) - 2013/2014
- ÍZLÉSEK ÉS POFONOK (Szereplő) - 2013/2014
- Pataki Éva: EDITH ÉS MARLENE (Raymond, Leplée, Raymond, Leplée) - 2013/2014
- Paul Foster: I. ERZSÉBET (Férfi (szereplő), Férfi (szereplő), Férfi (szereplő)) - 2013/2014
- Max Frisch: JÁTÉK AZ ÉLETRAJZZAL (Jegyző) - 2013/2014
- Vaszary Gábor: KLOTILD NÉNI (Kázmér) - 2013/2014
- Carlo Goldoni: A KÁVÉHÁZ (Rendőrparancsnok) - 2012/2013
- Szörényi Levente - Bródy János: KŐMŰVES KELEMEN (Kőműves) - 2012/2013
- Molnár Ferenc: JÓZSI (Szereplő) - 2012/2013
- William Shakespeare: A VELENCEI KALMÁR (A dózse) - 2012/2013
- Agota Kristof: EGY ELSURRANÓ PATKÁNY (Georges, Argas, Brig) - 2012/2013
- William Shakespeare: HAMLET (Rosencrantz, Hamlet egykori iskolatársa) - 2011/2012
- Bródy Sándor: A TANÍTÓNŐ (Bérlő) - 2011/2012
- Sütő András: EGY LÓCSISZÁR VIRÁGVASÁRNAPJA (Tronkai Vencel báró) - 2011/2012
- Bernard Shaw: SZENT JOHANNA (La Trémouille főkamarás) - 2011/2012
- Mohácsi János - Mohácsi István - Kovács Márton: EGYSZER ÉLÜNK - AVAGY A TENGER AZONTÚL TŰNIK SEMMISÉGBE (Szereplő) - 2010/2011
- William Shakespeare: LEAR KIRÁLY (Alban fejedelem) - 2009/2010
- Evelyne de la Cheneliere: EPER JANUÁRBAN (François) - 2009/2010
- Mika Myllyaho: PÁNIK (Robi) - 2009/2010
- John Webster: AMALFI HERCEGNŐ (Malateste) - 2008/2009
- Jean Racine: ATÁLIA (Izmael, levita) - 2008/2009
- Kacsóh Pongrác - Bakonyi Károly - Heltai Jenő: JÁNOS VITÉZ I. (Strázsamester) - 2008/2009
- Makk Károly - Lackfi János - Sebő Ferenc - Lőkös Ildikó: KIRÁLYI KALAND (Ifjú Korják Vencel, kocsmáros) - 2007/2008
- Varró Dániel - Hamvai Kornél - Rejtő Jenő - Darvas Benedek: VESZTEGZÁR A GRAND HOTELBAN(Decker tanár) - 2007/2008
- Jordi Galcerán: A GRÖNHOLM-MÓDSZER (Ferran, Ferran, Ferran) - 2007/2008
- Bernard Shaw: WARRENNÉ MESTERSÉGE (Frank Gardner, a tiszteletes fia) - 2007/2008
- Michael Frayn - Hamvai Kornél: SZIGLIGET (Tarló János, író) - 2006/2007
- Vörösmarty Mihály: CSONGOR ÉS TÜNDE (Berreh) - 2006/2007
- Szophoklész: OIDIPUSZ KOLÓNOSZBAN (Thészeusz) - 2005/2006
- Szophoklész: OIDIPUSZ KIRÁLY (Kar) - 2005/2006
- Mihail Bulgakov: A MESTER ÉS MARGARITA (Lévi Máté, adószedő) - 2004/2005
- Heinrich von Kleist: PENTHESZILEIA (Százados) - 2004/2005
- William Shakespeare: III. RICHÁRD (Henrik, Richmond grófja, később VII. Henrik király) - 2004/2005
- Ivan Kušan: GALÓCZA (Miroszlav Frankics, Ardonjak titkára) - 2003/2004
- Vörösmarty Mihály - Spiró György: CZILLEI ÉS A HUNYADIAK (Török) - 2003/2004
- Szomory Dezső: GYÖRGYIKE, DRÁGA GYERMEK (Tersánszky László) - 2003/2004
- Weöres Sándor: HOLDBELI CSÓNAKOS (Medvefia, lapp trónörökös) - 2003/2004
- William Shakespeare: III. RICHÁRD (Henrik, Richmond grófja, később VII. Henrik király) - 2001/2002
- Joseph Kesselring: ARZÉN ÉS LEVENDULA (Mortimer, színikritikus ) - 2000/2001
- Frank Wildhorn - Steve Cuden - Leslie Bricusse - Frank Wildhorn: JEKYLL & HYDE (Albert) - 2000/2001
- Lope de Vega: A KERTÉSZ KUTYÁJA (Teodoro, Diana írnoka) - 2000/2001
- Bognár Zsolt - Kiss Stefánia: JEANNE D´ARC (Dunois kapitány) - 2000/2001

## Filmes és televíziós szerepei
- Szabadság, szerelem (2006)
- Budakeszi srácok (2006)
- Jóban rosszban (2007-2022)
- Csak színház és más semmi (2019)
- Frici & Aranka (2022) ...Németh Andor
- A mi kis falunk (2024) ...Rendező
- Hazatalálsz (2024) ...Gumis
- Lepattanó (2024) ...doktor

## Díjai és kitüntetései
- Dömötör-díj (2003)